# Francisco Mesón Gómez
Francisco Mesón Gómez (Madrid, 1913) fue un político, obrero y militar español.

## Biografía
Nació en Madrid en 1913. Miembro del Partido Comunista de España desde 1932, llegaría a desempeñar diversas funciones en el comité provincial de las Juventudes Comunistas en Madrid. Tras el estallido de la Guerra civil se unió a las milicias populares, integrándose posteriormente en la estructura del Ejército Popular de la República —donde alcanzaría el rango de mayor de milicias—. Tomó parte en la defensa de Madrid. Con posterioridad alcanzaría el mando de la 68.ª Brigada Mixta.
Al final de la guerra se exilió en la Unión Soviética junto a otros militares y políticos comunistas. Instalado allí, trabajaría como obrero en Kramatorsk y Taskent. Durante la Segunda Guerra Mundial se alistó voluntario en el Ejército Rojo. Con posterioridad trabajaría para diferentes empresas de Moscú.